# Beuzec-Cap-Caval
Pour les articles homonymes, voir Beuzec et Cap Caval.
Beuzec-Cap-Caval est une ancienne paroisse de l'évêché de Cornouaille en Bretagne. Elle fut le siège du doyenné du Cap Caval. Lors de la Révolution française, son territoire a été démembré entre les communes de Plomeur, Saint-Jean-Trolimon et Penmarc'h.

## Toponymie
La paroisse de Beuzec-Cap-Caval est notée Buduc dans des actes de 946 et du XIe siècle, Budoc Cap Cavall en 1283, Bozoc Cap Caval en 1330, Buzuec Cap Caval en 1368, Truoultre Beuzeuc en 1395, puis Beuzec Capcaval ou Cap Caval à partir de 1536.
Le nom de la paroisse est composé de deux éléments. Beuzec est issu de « Budoc », hypocoristique de Budmaël, saint connu pour être lié à saint Tudy et saint Guénolé dont les cultes sont célébrés dans cette partie de la Bretagne. Cap-Caval est le nom de la péninsule composant une partie du pays Bigouden. Ce toponyme est d'origine latine : caput caballi signifiant « tête de cheval ». Ce terme est traduit en breton par pen marc'h qui est aussi le nom d'une paroisse contiguë de Beuzec.
Une des formes anciennes est Truoultre Beuzeuc  où le premier élément est composé des mots vieux-bretons tre(v) (« lieu habité »), (g)uo(r) qui est un superlatif, et de nouveau tre(v). Le sens se rapproche de « supervillage de Beuzec » ; cela semble indiquer que le centre paroissial contrôlait de nombreux villages.
En breton contemporain, le lieu-dit se nomme Beuzeg-Kab-Kaval ou simplement Beuzeg, prononcé bøk ou bøek.

## L'ancien doyenné, puis archidiaconé, du Cap Caval
Au Moyen Âge, la paroisse de Beuzec-Cap-Caval était le siège d'un doyenné, primitivement situé à Saint-Urnel en Plomeur, qui occupait un vaste territoire allant de la rivière du Goyen au nord et celle de l'Odet à l'est, le long de l'Océan atlantique, correspondant en gros à l'actuel Pays Bigouden. Par un acte daté du 19 octobre 1286, l'évêque de Quimper, Even de la Forest, décidait, en accord avec son chapitre, la suppression de ce doyenné. Le compte de 1368 de l'Archevêché de Tours fait état de l'archidiaconé du Cap-Caval lequel se composait des paroisses de Landudec, Ploezinec (Plouhinec), Mazalon (Mahalon), Ploedemet (Plozévet), Ploedresic (Pouldreuzic), Lababan (village en Pouldreuzic), Ploeozvan (Plovan), Trefgaennec (Tréguennec), Pemerit (Peumerit), Ploegastell (Plogastel-Saint-Germain, Ploeneour (Plonéour-Lanvern, Buezuec Capcavall (Beuzec-Cap-Caval), Treffuortre (Tréoultré, aujourd'hui Penmarc'h), Ploebanazleuc (Plobannalec), Plomeur, Treffiagat, Ploerimael (Plonivel), Sancti Tudini (Loctudy), Treffmecheuc (Tréméoc), Combrit, Ploemeryn (Plomelin) et Ploeguffvan (Pluguffan).

## L'ancienne église Saint-Budoc
L'ancienne église paroissiale, dédiée à saint Budoc, siège d'une paroisse jusqu'à la Révolution française, désormais chapelle Saint-Budoc, est située près de la Pointe de la Torche. De l'édifice du XIIe siècle ne subsiste que le chœur, la nef étant tombée à la fin du XIXe siècle. La verrière à quatre baies, qui date des environs de 1400, est remarquable. Les vitraux actuels de la Maîtresse vitre ont été créés en 2003 par le peintre Jacques Godin et réalisés par le Maître verrier Charles Robert. Les deux petits des ouvertures latérales sont l'œuvre de l'artiste Pierre Toulhoat. Quelques statues anciennes se trouvent à l'intérieur. Son pardon se déroule chaque année le deuxième dimanche d'août. La fontaine se trouve à 500 mètres au nord.
À l'est de la chapelle se dresse la stèle christianisée d'Ar Groas Veur (un menhir auquel une croix a été rajoutée pendant le Moyen-Âge), témoin de l'ancien culte celtique pratiqué à cet endroit. À 200 mètres au sud, se trouve le dolmen de Kerugou, en forme de "T", à couloir et compartimenté, mais sa couverture a en majeure partie disparu. Des fouilles réalisées en 1876 ont permis de trouver des céramiques d'un type très particulier, dénommé depuis "style de Kerugou".

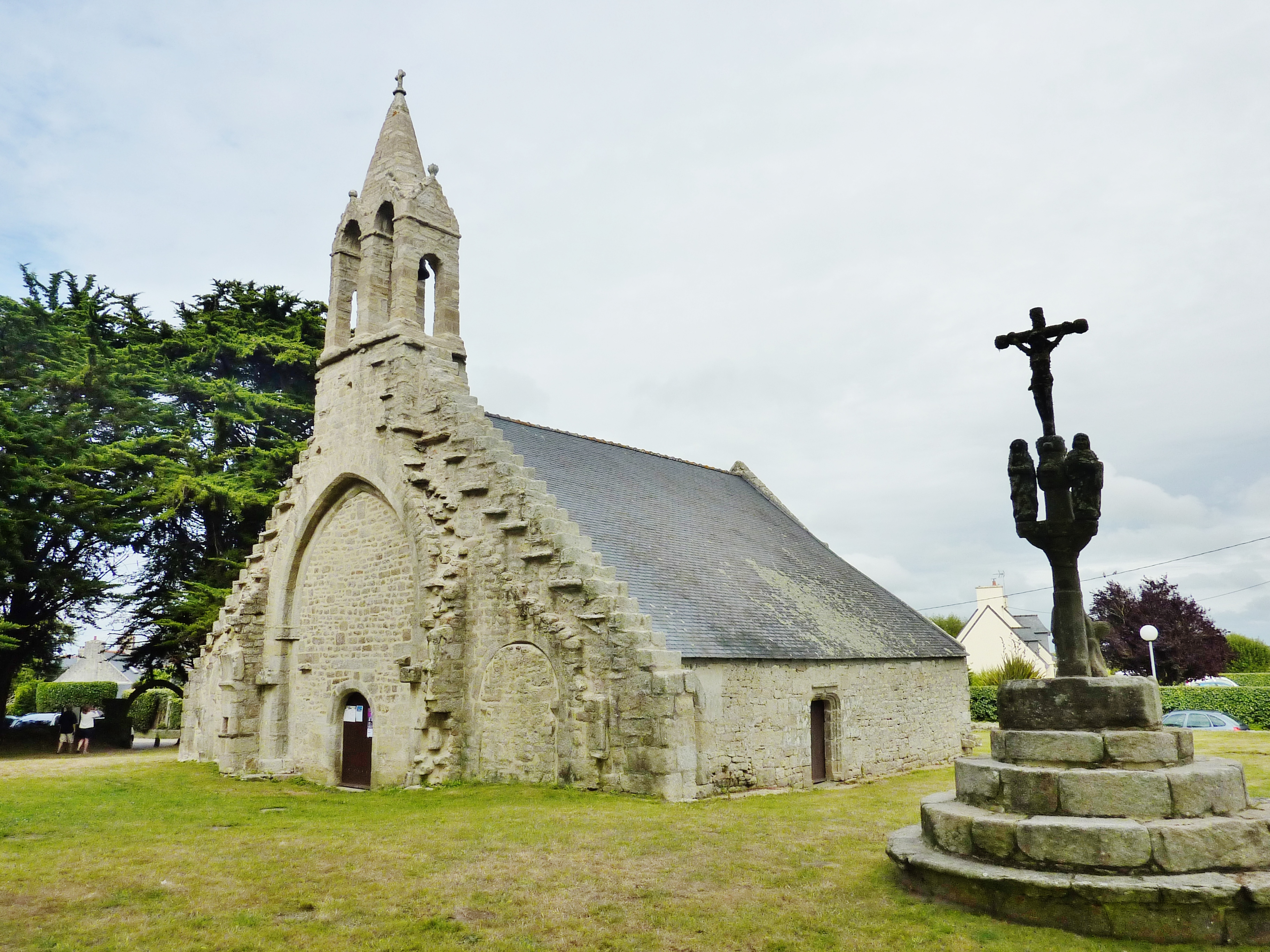
La chapelle et son calvaire.
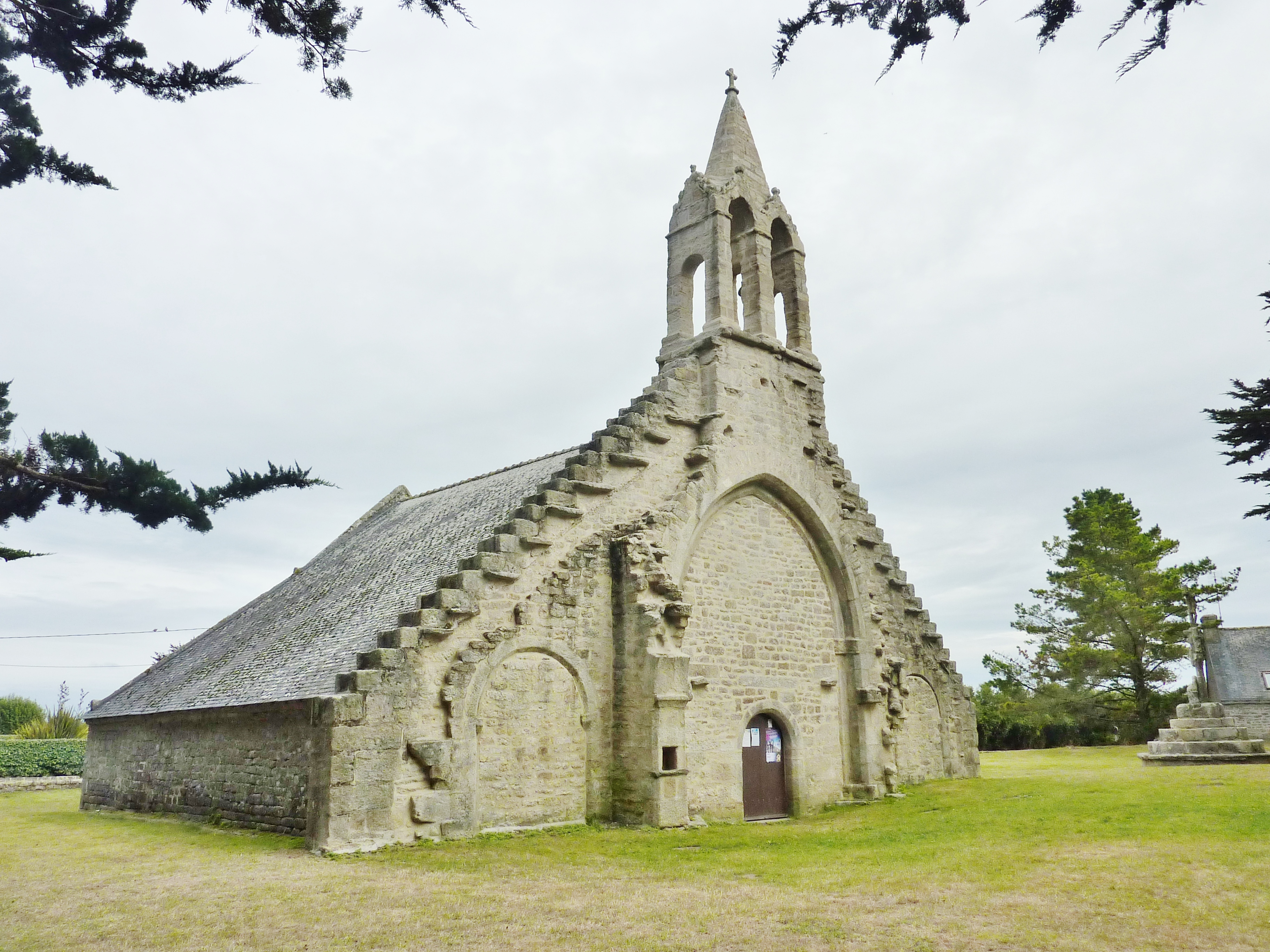
La chapelle.
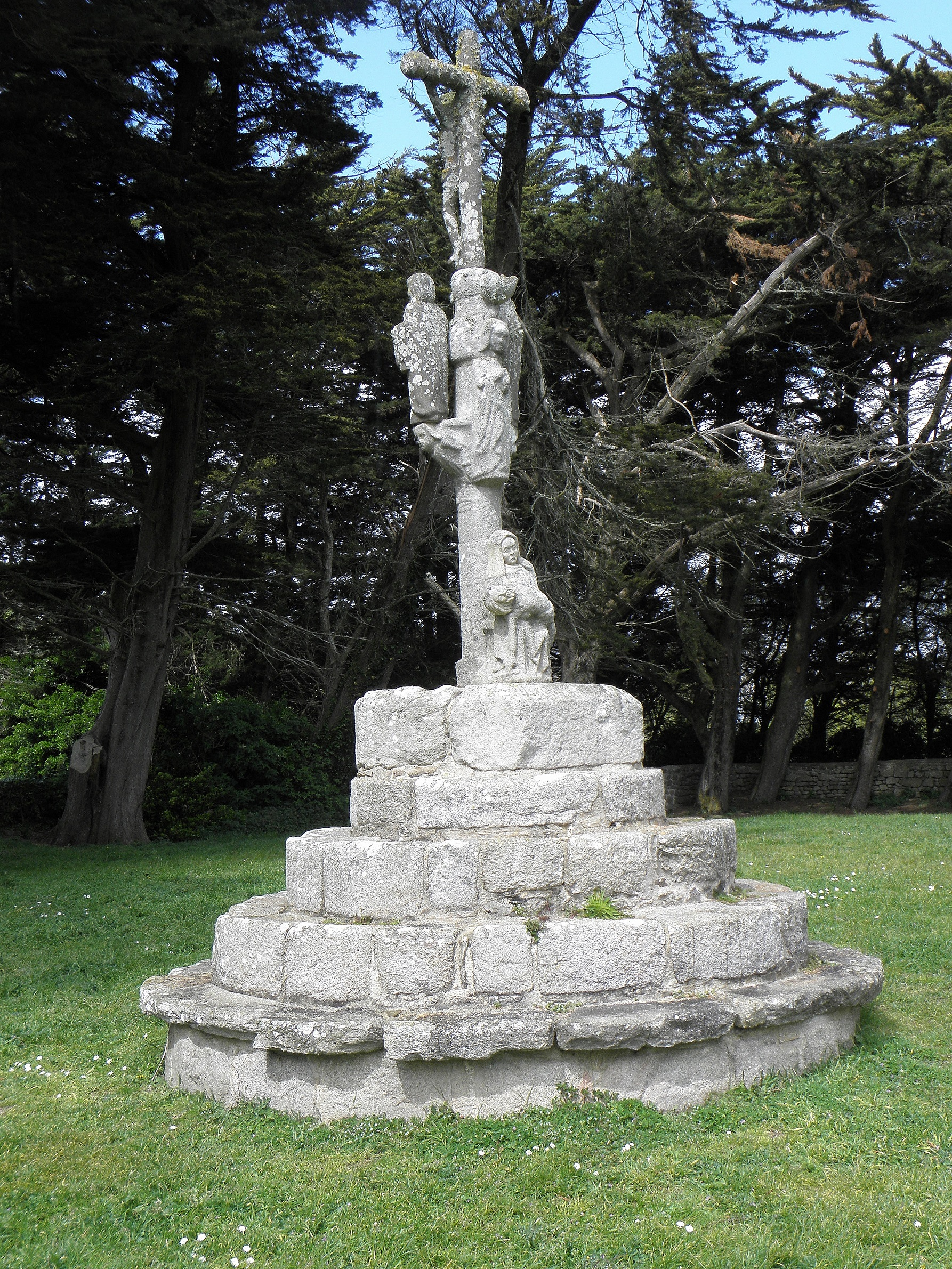
Le calvaire.
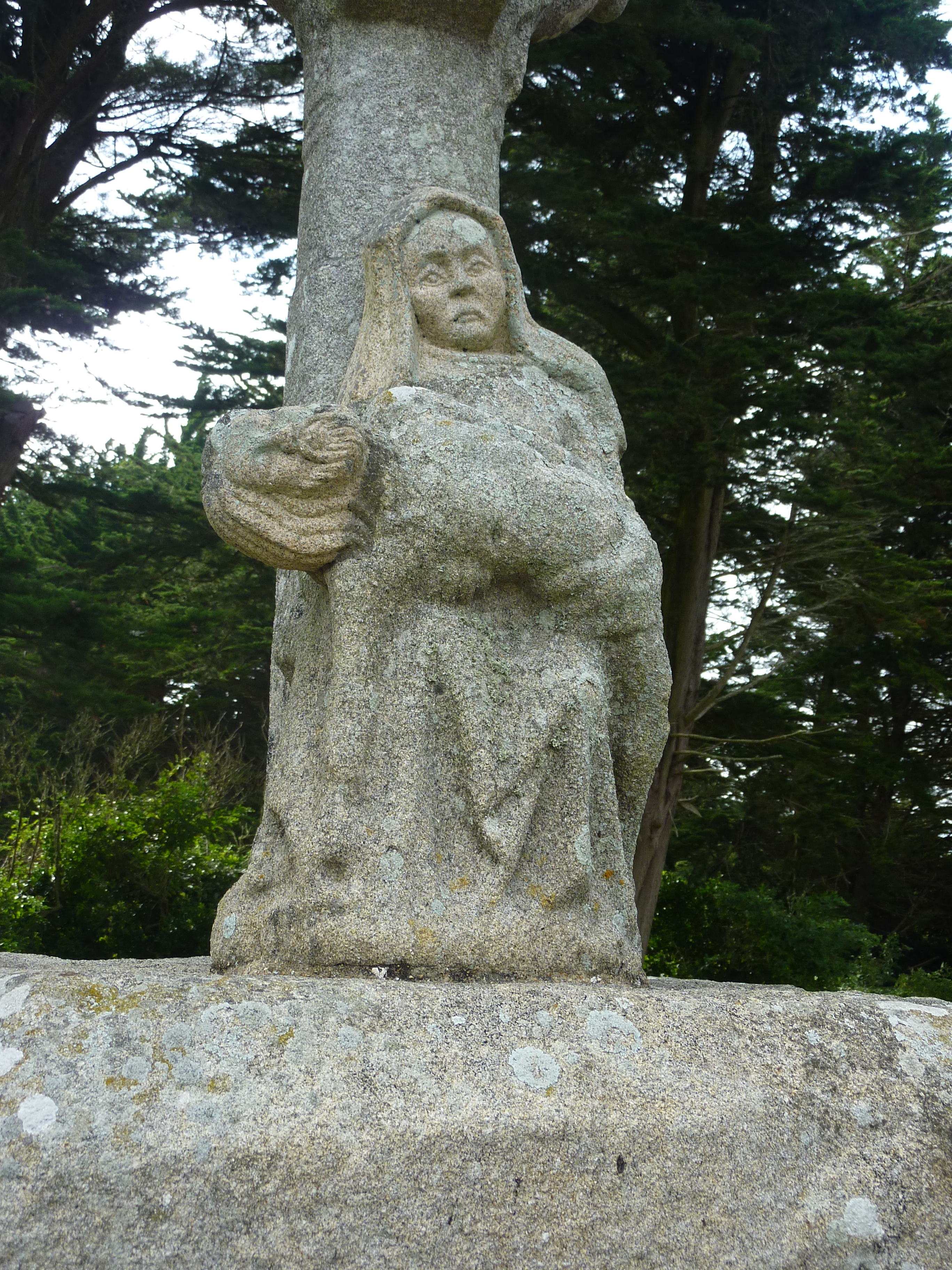
Détail du calvaire : la pietà.

Il ne reste presque aucune trace du château de Lestiala, construit au XVe siècle, fief de la famille Lézongar.

## Époque moderne
En 1759, une ordonnance de Louis XV ordonne à la paroisse de Beuzec-Cap Caval de fournir 21 hommes et de payer 137 livres pour « la dépense annuelle de la garde-côte de Bretagne ».
Jean-Baptiste Ogée décrit ainsi Beuzec-Cap-Caval en 1778 : 

« Beuzec-Cap-Caval ; sur une montagne [sic] ; à 4 lieues et demie au sud-ouest de Quimper, son Évêché ; à 42 lieues de Rennes, et à une lieue trois-quarts de Pont-l'Abbé, sa subdélégation. On y compte 1 300 communiants, y compris ceux de Saint-Jean-Trolimon, sa trève. La cure se présente par le Grand-Archidiacre. Cette paroisse relève du Roi ; elle avait autrefois une juridiction royale, qui fut unie et incorporée au présidial de Quimper, par édit du roi Charles IX, en 1564. Son territoire, borné par la mer, est fertile en grains de toute espèce. Je dirai, à la louange des habitants, qu'il est cultivé avec beaucoup de soin. C'est un pays montagneux [en fait vallonné] ; on y voit la chapelle de Saint Guinolé, qui est très ancienne. Les maisons nobles connues dès le XIIIe siècle sont les manoirs de Listralla, de Tregannez, de Tiffines-Mou et Kerguern. »

## Révolution française
La paroisse de Beuzec-Cap-Caval, qui comprenait alors 120 feux, élit deux délégués, Pierre Hergouarc'h et André Coïc, pour la représenter à l'assemblée du tiers-état de la sénéchaussée de Quimper au printemps 1789. Son cahier de doléances fut rédigé le 13 avril 1789.